# 霍普威爾 (伊利諾伊州)
霍普威爾（英語：Hopewell）是一個位於美國伊利諾伊州馬歇爾縣的城市。

## 地理
霍普威爾的座標為40°59′02″N 89°27′45″W / 40.98389°N 89.46250°W，而該地的平均海拔高度為148米（即486英尺）。

## 人口
根據2010年美國人口普查的數據，霍普威爾的面積為2.94平方千米，當中陸地面積為2.94平方千米，而水域面積為0.00平方千米。當地共有人口410人，而人口密度為每平方千米139.46人。